# گرگین (سیرجان)
گرگین یک روستا در ایران است که در شهرستان سیرجان واقع شده‌است.